# Tamandua tetradactyla
Espèce
Répartition géographique
Statut de conservation UICN

 LC  : Préoccupation mineure
Statut CITES
L'espèce Tamandua tetradactyla appelée Fourmilier à collier, Tamandou tétradactyle, Tamandou à quatre doigts ou encore tamandua, tamandua du sud ou tamandua austral est un fourmilier de la famille des Myrmecophagidae. 

## Répartition et habitat
Ce fourmilier habite tant les forêts tropicales que les savanes arides.

## Description

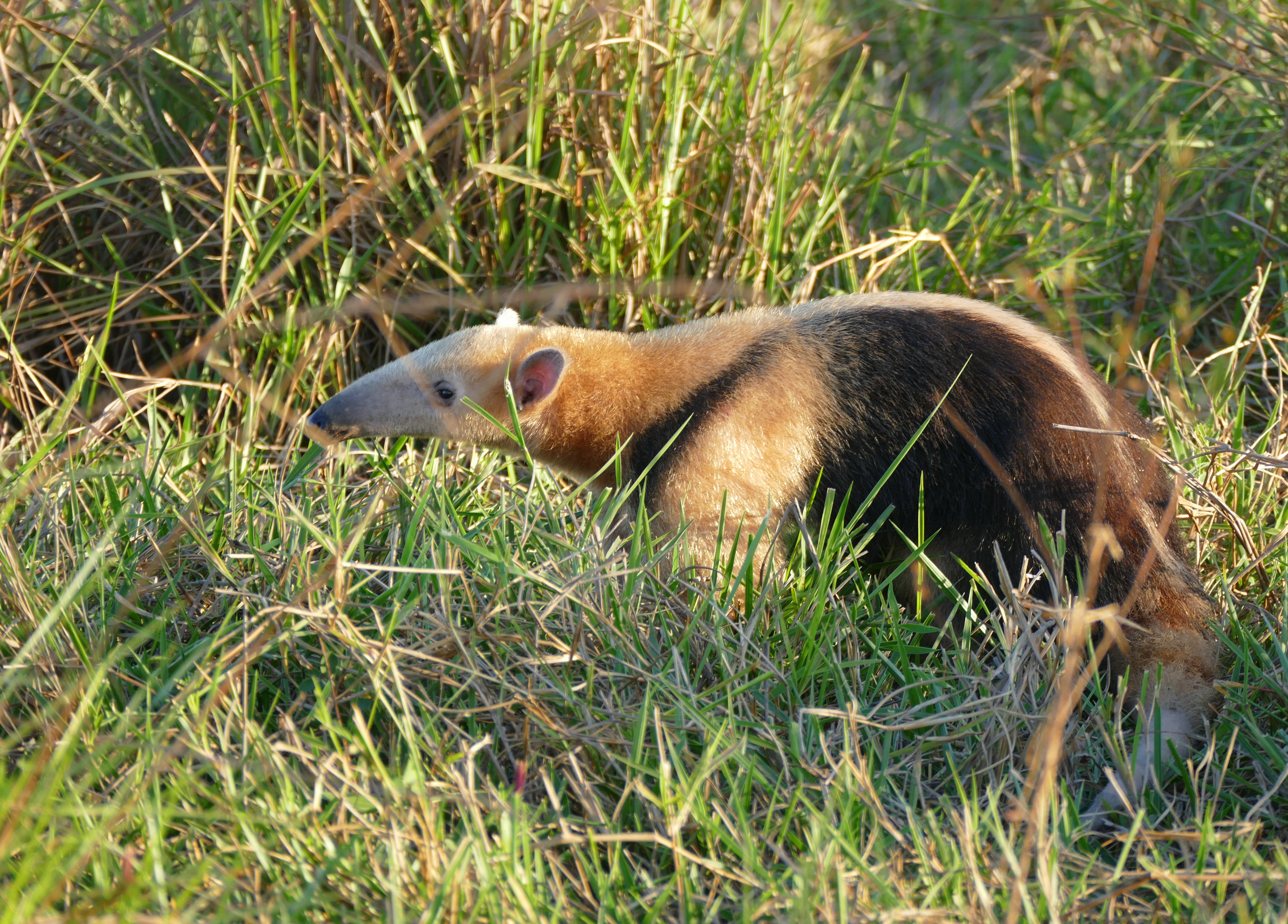
Tamandua tetradactyla (Mato Grosso, Brésil).

Il possède des griffes puissantes qu'il utilise pour casser les nids d'insectes ou pour se défendre. Il mesure généralement 1,20 m (queue comprise) et pèse 7 kg avec un maximum de 1,40 m pour un poids de 8 kg.

## Comportement
C'est un animal solitaire.
Il se nourrit de termites et de fourmis et aussi d'abeilles, d'où son nom local d'oso mielero (ours à miel). Il enroule autour des branches sa longue queue préhensile qui lui sert à grimper dans les arbres sans tomber.
Quand il se sent menacé, il peut dégager une odeur nauséabonde.

## Liste des sous-espèces
- Tamandua tetradactyla nigra
- Tamandua tetradactyla quichua
- Tamandua tetradactyla straminea
- Tamandua tetradactyla tetradactyla